# Kevin Romy
Kevin Romy (La Chaux-de-Fonds, 31 gennaio 1985) è un hockeista su ghiaccio svizzero che gioca nel campionato svizzero con la squadra del Genève-Servette.

## Statistiche

### Club
|           |                   |             | Regular Season | Regular Season | Regular Season | Regular Season | Regular Season | Playoff | Playoff | Playoff | Playoff | Playoff |
| Stagione  | Squadra           | Lega        | P              | G              | A              | Pt.            | PIM            | P       | G       | A       | Pt.     | PIM     |
| --------- | ----------------- | ----------- | -------------- | -------------- | -------------- | -------------- | -------------- | ------- | ------- | ------- | ------- | ------- |
| 2000-2001 | La Chaux-de-Fonds | NLA         | 17             | 0              | 0              | 0              | 0              | Playout | Playout | Playout | Playout | Playout |
| 2001-2002 | La Chaux-de-Fonds | NLB         | 35             | 10             | 13             | 23             | 12             | 10      | 5       | 5       | 10      | 6       |
|           | Lugano U20        | Elite Jr. A | 1              | 0              | 0              | 0              | 0              |         |         |         |         |         |
| 2002-2003 | Genève-Servette   | NLA         | 35             | 2              | 2              | 4              | 18             | 6       | 0       | 0       | 0       | 2       |
|           | La Chaux-de-Fonds | NLA         | 1              | 0              | 0              | 0              | 0              |         |         |         |         |         |
| 2003-2004 | Genève-Servette   | NLA         | 39             | 6              | 8              | 14             | 10             | 12      | 1       | 2       | 3       | 6       |
| 2004-2005 | Genève-Servette   | NLA         | 41             | 10             | 12             | 22             | 18             | 4       | 0       | 0       | 0       | 2       |
| 2005-2006 | Genève-Servette   | NLA         | 2              | 2              | 1              | 3              | 0              |         |         |         |         |         |
|           | Lugano            | NLA         | 36             | 9              | 8              | 17             | 53             | 15      | 2       | 1       | 3       | 8       |
| 2006-2007 | Lugano            | NLA         | 40             | 7              | 17             | 24             | 56             | 4       | 0       | 1       | 1       | 33      |
|           | Lugano            | ECC         | 2              | 0              | 0              | 0              | 0              |         |         |         |         |         |
| 2007-2008 | Lugano            | NLA         | 50             | 10             | 12             | 22             | 51             | Playout | Playout | Playout | Playout | Playout |
| 2008-2009 | Lugano            | NLA         | 45             | 9              | 19             | 28             | 47             | -       | -       | -       | -       | -       |
| 2009-2010 | Lugano            | NLA         | 37             | 7              | 11             | 18             | 28             | 2       | 0       | 0       | 0       | 0       |
| 2010-2011 | Lugano            | NLA         | 35             | 7              | 8              | 15             | 6              |         |         |         |         |         |

### Nazionale
| Stagione  | Livello           | Competizione  | P | G | A | Pt. | PIM |
| --------- | ----------------- | ------------- | - | - | - | --- | --- |
| 2001-2002 | Switzerland U18   | WJC-18        | 8 | 9 | 5 | 14  | 4   |
| 2002-2003 | Switzerland U20   | WJC-20        | 6 | 2 | 3 | 5   | 0   |
|           | Switzerland U18   | WJC-18        | 6 | 4 | 8 | 12  | 4   |
| 2003-2004 | Switzerland U20   | WJC-20        | 1 | 0 | 0 | 0   | 0   |
| 2004-2005 | Switzerland U20   | WJC-20        | 6 | 3 | 2 | 5   | 8   |
|           | Switzerland       | WC            | 7 | 0 | 0 | 0   | 0   |
| 2005-2006 | Switzerland       | WC            | 6 | 0 | 0 | 0   | 2   |
| 2008-2009 | Switzerland       | WC            | 6 | 0 | 0 | 0   | 0   |
| 2009-2010 | Switzerland       | WC            | 7 | 0 | 1 | 1   | 4   |
| 2010-2011 | Switzerland (all) | International | 3 | 0 | 0 | 0   | 2   |